# Via dei Fossi
Via dei Fossi si trova a Firenze, tra piazza Santa Maria Novella e piazza Goldoni.

## Storia e descrizione
Il nome della strada, nonostante esistesse una famiglia Fossi a Firenze, dovrebbe derivare dal fossato che correva qui un tempo, quando vi passava la seconda cerchia muraria cittadina, quella dell'epoca di Dante. Con la cinta di Arnolfo di Cambio del 1284 la strada divenne pienamente cittadina.
La strada, con via Maggio, è famosa per negozi di arte e antiquariato. A un negozio antiquario apparteneva la curiosa architrave e lunetta scolpita in stile romanico, copia di un portale di una chiesa di Pistoia. 
Al numero 3 si apre l'accesso al cortile interno di palazzo Fossombroni, dove si trovano oggi alcuni negozi di antiquariato. 
In via de' Fossi si trova il Palazzo già Dei e poi per successione divenuto Forzoni Accolti, dove la famiglia ha sempre vissuto sino a tutto il XIX secolo. Alla morte del conte Cosimo Stefano passò al figlio primogenito Perseo e alla vedova contessa Marietta Alessandra Manni figlia del conte Tommaso di Pistoia.
Nel 1860 aprì in questa strada il suo atelier lo scultore Antonio Frilli.

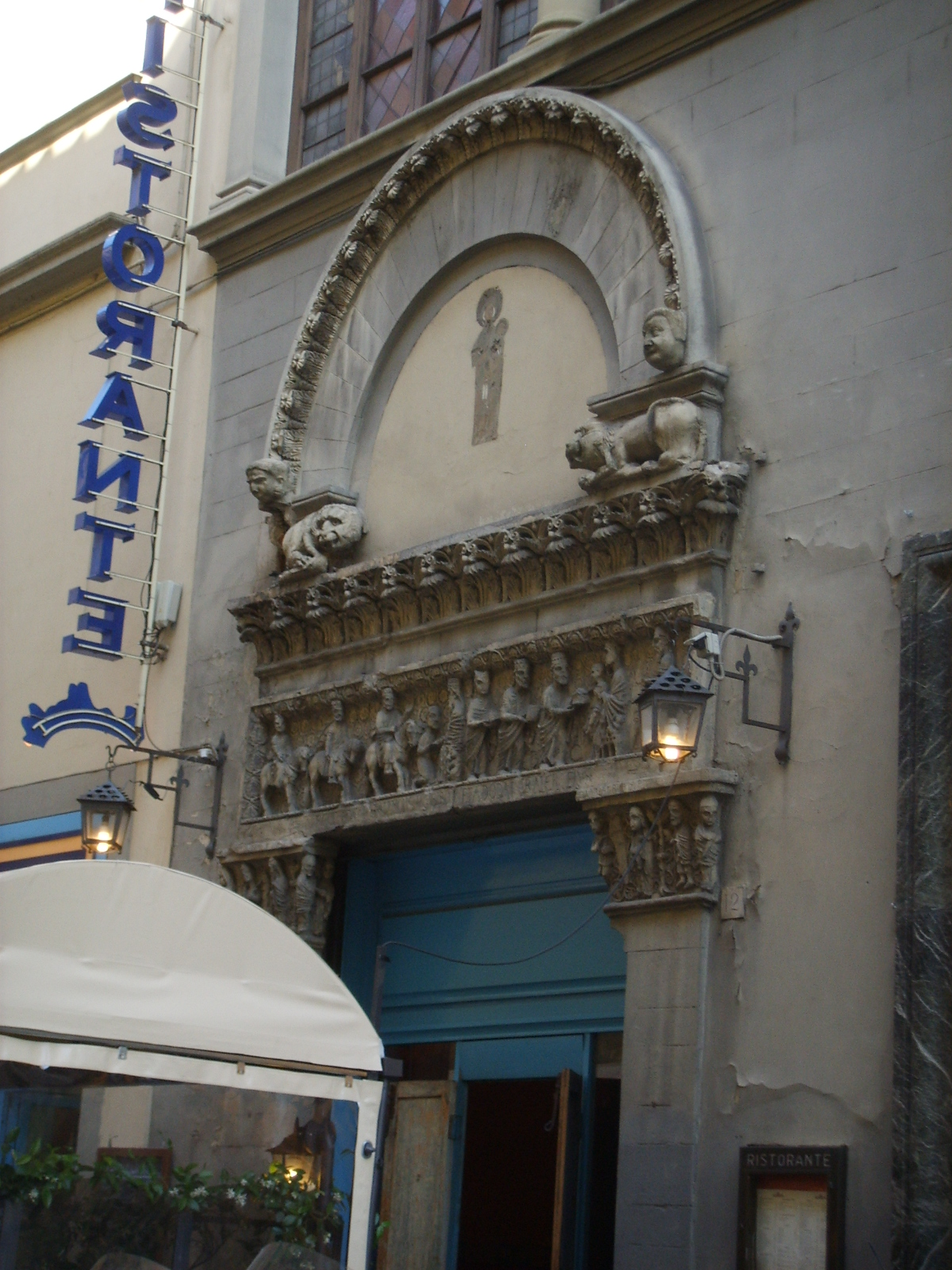